# Arnold Boyd
Arnold Whitworth Boyd (20 janvier 1885 - 16 octobre 1959) est un ornithologue et naturaliste anglais, originaire d'Altrincham dans le Cheshire.

## Biographie
Boyd collabore de longues années à la rubrique Country Diary du Guardian, prenant le relais de son ami Thomas Coward lorsque celui-ci meurt, en 1933. En 1950, il révise l'ouvrage de Coward, The Birds of the British Isles and their Eggs, pour une nouvelle édition.
Boyd est l'oncle de James Fisher, l'une des grandes figures de l'ornithologie au XXe siècle. À la mort de ce dernier, de nombreux documents de Boyd, dont des journaux personnels, sont acquis par le Liverpool Museum .
Arnold Boyd intervient occasionnellement à la radio, par exemple en 1936 pour un épisode de My Week-End out of Doors sur «Cheshire Meres»  et en 1957 pour parler des grèbes huppés dans le cadre de l'émission Birds In Britain, présentée par James Fisher et produite par Winwood Reade. 
Arnold Boyd est l'auteur du neuvième volume de la collection New Naturalist : Country Parish (1951).
Il meurt à Northwich, Cheshire.

## Voir également
- New Naturalist

### Articles
- Boyd, « Tally Ho! or The Big Day », Bird Notes, Royal Society for the Protection of Birds, vol. 25, no 8,‎ automne 1953, p. 307–8